# Luis Flores (futebolista)
Luis Flores (18 de julho de 1961) é um ex-futebolista mexicano que competiu na Copa do Mundo FIFA de 1986. Ele era irmão do também jogador de futebol Ignacio Flores.